# Parafia Najświętszej Maryi Panny z Góry Karmel w Częstochowie
Parafia Najświętszej Maryi Panny z Góry Karmel w Częstochowie – rzymskokatolicka parafia, położona w dekanacie Częstochowa – św. Wojciecha, archidiecezji częstochowskiej w Polsce, erygowana w 1990.